# Salomon de Bray

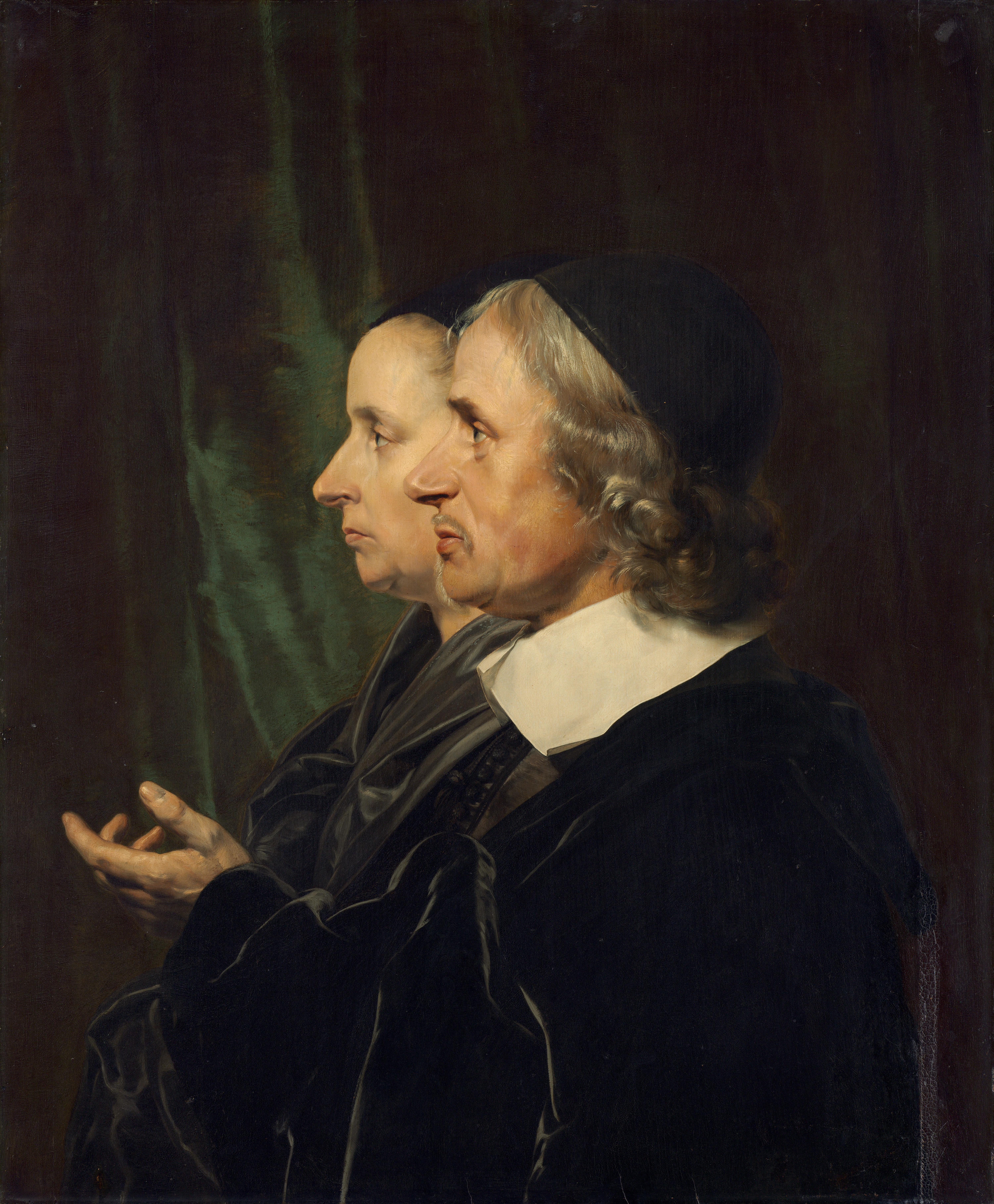
Jan de Bray:
Salomon de Bray mit Gemahlin, 1664

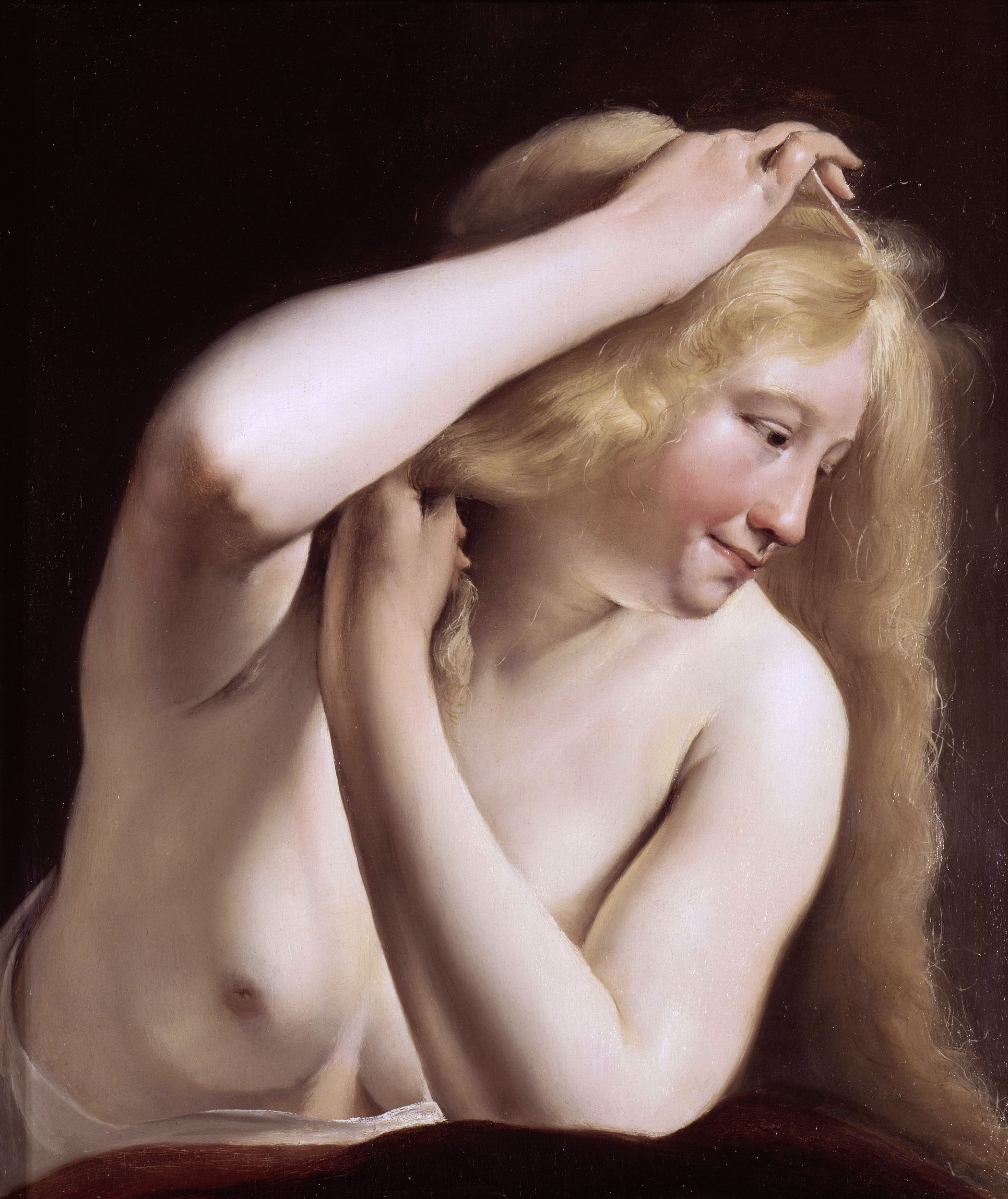
Studie einer jungen Frau, 1635, Louvre

Salomon de Bray (* 1597 in Amsterdam; † 11. Mai 1664 in Haarlem) war ein niederländischer Maler, Zeichner, Architekt, Städteplaner und Dichter.
Salomon war der Sohn von Simon de Bray, der von Aelst in den katholischen Südniederlanden in die Provinz Holland kam.
Seit 1617 bis zum Tode wohnte er in Haarlem, wo er bei Hendrik Goltzius und Cornelis van Haarlem das Malerhandwerk erlernte. Er war vielseitig begabt, malte historische Szenen, Porträts und Landschaften, nahm an der Ausschmückung der Königsresidenz Huis ten Bosch in Den Haag teil. Nach 1640 wurde er von Rembrandt beeinflusst.
Salomon de Bray war Vorsitzender der Haarlemer Lukasgilde. 1631 fertigte er ein neues Statut der Gilde, das jedoch nie ratifiziert wurde.
Als Architekt war er beim Ausbau des Rathauses und der Annenkirche in Haarlem sowie des Waisenhauses in Nijmegen tätig.
1625 heiratete er Anna Westerbaen, mit der er zehn Kinder hatte. Anna starb 1663 in Haarlem, vermutlich während der Pestepidemie.
1631 gab er das Buch Architectura Moderna heraus, das den Werken des Architekten Hendrick de Keyser gewidmet war, mit vielen Grafiken und Kommentaren. In der Abhandlung über Architektur Bedenckingen over het uytleggen en vergrooten der stadt Haarlem, erschienen 1661, besprach er seine Meinung über die zukünftige Entwicklung Haarlems. Salomon de Bray gab auch eine Sammlung von Liebespoesie aus. Er gestaltete auch Gegenstände aus Silber.
Während der Pestseuche 1664 verlor er zwei seiner Töchter und zwei Söhne, darunter Joseph. Drei seiner Söhne wurden ebenfalls Maler (Jan, Joseph de Bray, Dirck), der Bekannteste war Jan de Bray.

## Werke
- Abrahams Opfer – Stockholm
- Damenporträt – Gent
- Waisenkind – Den Haag
- Jaël, Deborah und Barack –  1635, 87 × 72 cm, Museum Catharijneconvent, Utrecht
- Triumphumzug mit den Musikanten –  1649, 385 × 205 cm, Huis ten Bosch, Den Haag
- De verzoeking van de Heilige Antonius -  1651, Huissen, Gemälde in der katholischen Kirche
- Odysseus und Kirke –  1650–1655, 11 × 92 cm, Privatbesitz
- Elieser und Rebecca –  1660, 90 × 156 cm, Musée de la Chartreuse, Douai